# The Elements: Fire
«Fire» es un instrumental inacabado escrito y producido por Brian Wilson para el proyecto SMiLE de The Beach Boys. Estaba destinado a ser una parte de "The Elements", una suite musical prevista para SMiLE. Creyendo que la grabación contenía habilidades pirocinéticas, Wilson archivó la pista indefinidamente, y luego dijo que había quemado las cintas máster.
La composición fue regrabada varios meses más tarde cuando "Fire" fue grabada nuevamente con un arreglo minimizado, rebautizado como "Fall Breaks and Back to Winter (W. Woodpecker Symphony)", y luego publicado para el álbum Smiley Smile de 1967. Bajo el título "Mrs. O'Leary's Cow", Wilson completó "Fire" como solista en 2004 para Brian Wilson Presents Smile. En 2011, la grabación original de The Beach Boys en 1966 se lanzó en varias formas compuestas como "The Elements: Fire (Mrs. O'Leary's Cow)" para la recopilación The Smile Sessions.
Wilson fue galardonado con el Premio Grammy a la Mejor Interpretación Instrumental de Rock, el primero, por "Mrs. O'Leary's Cow".

## Composición
Con el nombre de Catherine O'Leary of the Great Chicago Fire, "Mrs. O'Leary's Cow" fue compuesta inicialmente para el álbum inédito SMiLE de The Beach Boys como la primera parte de la suite "The Elements": Fire. En la autobiografía de Brian Wilson Would not It Be Nice: My Own Story escrita en 1991 detalla las circunstancias de su segundo viaje de LSD. Se suponía que habían involucrado la muerte del ego, al arder éste, lo que ha llevado a algunos a especular que la pista es una adaptación musical de este viaje de LSD. Según Wilson con Gold, "Se creó una imagen inquietante que refleja los gritos que había llenado mi cabeza y plagado mi sueño por años". En cuanto a la existencia de los másteres: "Todavía existen dos minutos de música de 'Fire', encerrada en las bóvedas de Capitol, donde espero que permanezca allí. No porque todavía crea que posee un poder negativo. Eso fue simplemente un reflejo de lo perturbado que estaba en ese momento. Espero que ese segmento permanezca inédito simplemente porque no es buena música".
En una ocasión anterior, Wilson notó: "Estaba enfermo. Acordes extraños, no fueron los ocho directos y todo eso. Comencé a pensar: 'Oh Dios, estoy dando vueltas aquí'. Pero me gustó". La música fue considerada como un intento de "brujería" por Wilson, quien lo descartó simplemente como un producto del consumo excesivo de drogas. El periodista de rock británico Nick Kent describió la canción como un "sonido borroso, oscuro y reverberado". Durante la década de 1970, el escritor Byron Preiss recibió un disco de acetato de la canción, llamándolo "una pieza loca e impresionista" que se desliza sobre ti con el frío emocional de un fuego real". El autor Bob Stanley lo llamó una "cacofonía atonal terrorífica". De acuerdo con Would not it be nice: "La canción instrumental fue un gemido largo y espeluznante. Se construyó poco a poco, como el comienzo de una conflagración gigante, y se hizo tan intenso que fue posible imaginar a la leña se atrapa, se esparce y se azota por el viento en un infierno furioso, fuera de control ... Lo más extraño fue el ruido y el crujido de los instrumentos ardiendo por última vez. Al escuchar la reproducción, comencé a sentirme nervioso por la extraña y espeluznante música".

## Grabación
Presente durante la grabación del instrumental el 28 de noviembre de 1966 estuvieron Danny Hutton, Frank J. Holmes, y Dennis Wilson, quien filmó a Brian mientras producía la grabación. Otros asistentes incluyeron a la esposa de Brian, Marilyn Wilson, a su cuñada Diane Rovell y al chico de los beach boys Arnie Geller. Van Dyke Parks evitó esta sesión "como la peste" debido a lo que percibió como el comportamiento regresivo de Brian durante este período. Fue grabado bajo condiciones inusuales. Wilson le indicó a Geller que comprara varias docenas de cascos contra incendios en una juguetería local para que todos en el estudio pudieran ponérselos durante su grabación. Wilson también hizo que el conserje del estudio trajera un cubo con leña para que el estudio se llenara de olor a humo. Después de veinticuatro tomas, se hicieron intentos por Wilson para grabar los ruidos crepitantes realizados por la quema de madera y mezclarlos en la pista. Una comentario de la famosa historia de "Fire" fue reportada y publicada por primera vez en octubre de 1967:

"Sí", dijo Brian  de camino a casa, con una copia de prueba de acetato o "copia" de la cinta en sus manos, y el casco de plástico de bombero aún en su cabeza. "Sí, voy a llamar a esto 'Mrs. O’Leary’s Fire' y creo que podría asustar a mucha gente".

Sin embargo, la música de fuego mágica de Brian Wilson no asustará a nadie, porque nadie más que las pocas personas que lo escucharon en el estudio lo escucharán. Pocos días después de que se terminara el registro, un edificio al otro lado de la calle del estudio se quemó y, según Brian, también hubo una cantidad inusualmente grande de incendios en Los Ángeles. Temeroso de que su música pudiera ser una especie de "música mágica" que causara incendios, Wilson destruyó el máster.
Jules Siegel, "Goodbye Surfing, Hello God!".

Otra historia que circula involucra a Wilson tratando de prender fuego a las cintas solo para descubrir que se niegan a encenderse, lo que lo asustó aún  más. Al Jardine explicó desde su punto de vista: "No estuve en esa sesión, pero creo que Carl estaba allí. Sí, estaba el rumor de que había quemado todas las cintas. No puedes quemar cinta, eso es solo un mito. Lo intentamos una vez, debido al rumor de que Brian había quemado las cintas, y quería ver si eso funcionaría. Estábamos terminando una canción para Surf's Up y tomamos algunas cintas remanentes del álbum y le puse una cerilla y no se quemó. Las cintas no fueron quemadas, y no hace falta decir que existen para The Smile Sessions".

## Publicación
Además de varias tomas destacadas de la sesión "Fire", una mezcla digital de las voces sin sonido "Fall Breaks and Back to Winter" de The Beach Boys y la pista de acompañamiento "Fire" finalmente se editó en el disco 1, pista 17 del box set The Smile Sessions de 2011.

## Versión de Brian Wilson
Como solista, Brian Wilson volvió a grabar "Fire" bajo el título "Mrs. O'Leary's Cow". Aun con temor a la canción, Wilson dejó su arreglo de cuerdas al colaborador Darian Sahanaja, quien explicó: "Creo que esa es la parte que más lo asustó. Le dije que me ocuparía de eso". Wilson también instruyó que las voces se modelan a partir de "Fall Breaks and Back to Winter". Aunque terminó interpretando voces, evitó asistir a los ensayos de su banda. En última instancia, esto fue para su alivio, ya que durante uno de los ensayos de su banda, se produjo un apagón por casualidad en mitad de un ensayo como para señalar un mal augurio. Sahanaja especuló que si Wilson hubiera estado presente por esta ocurrencia, SMiLE habría sido cancelada por segunda vez. "Mrs. O'Leary's Cow" fue editado en Brian Wilson Presents Smile de 2004.